# Triphysa phryne
Triphysa phryne är en fjärilsart som beskrevs av Peter Simon Pallas 1771. Triphysa phryne ingår i släktet Triphysa och familjen praktfjärilar. Inga underarter finns listade i Catalogue of Life.

## Bildgalleri

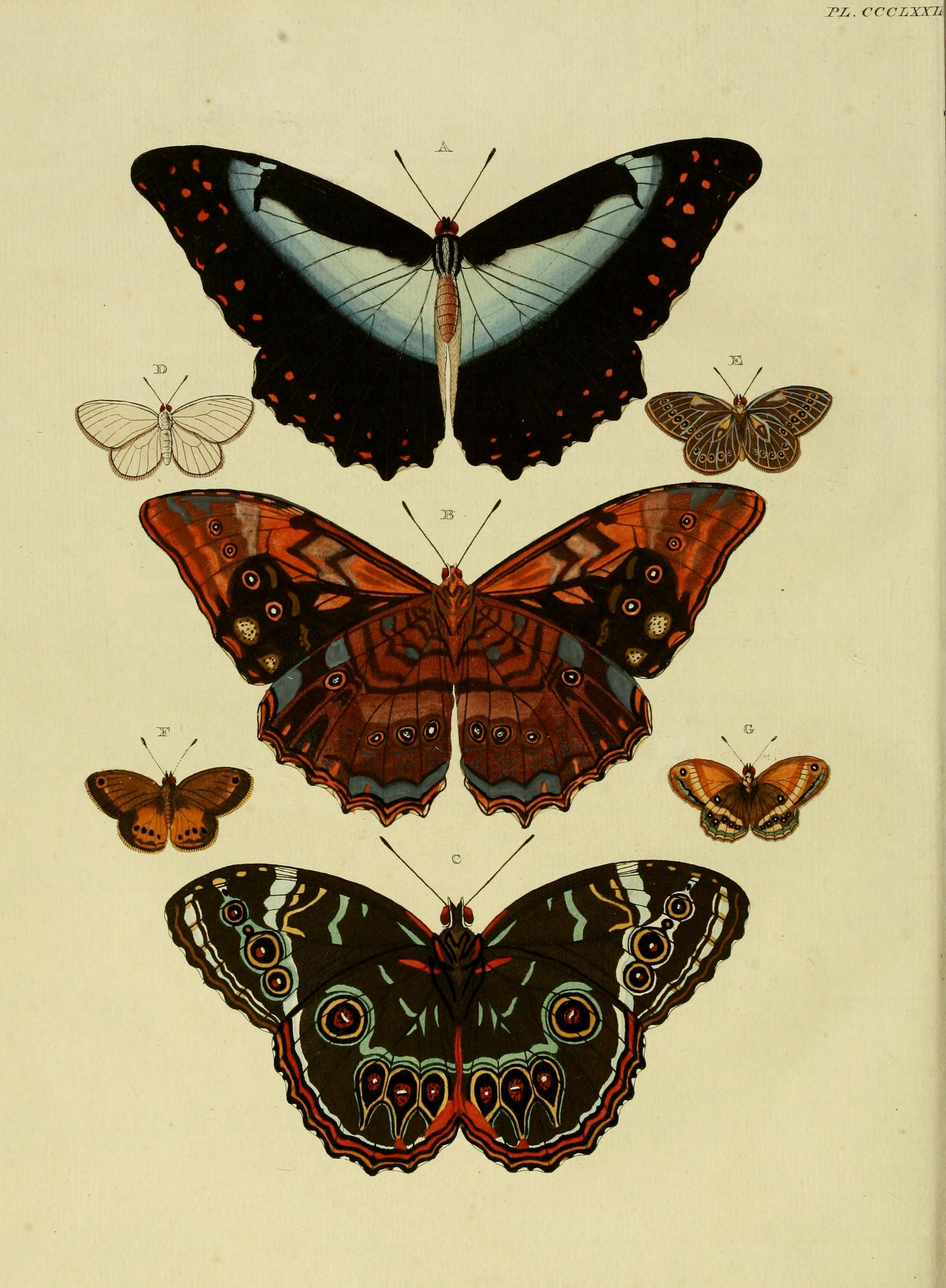